# Cardiophorus williamsi
Cardiophorus williamsi là một loài bọ cánh cứng trong họ Elateridae. Loài này được Mutchler miêu tả khoa học năm 1925.